# Instrumentiste

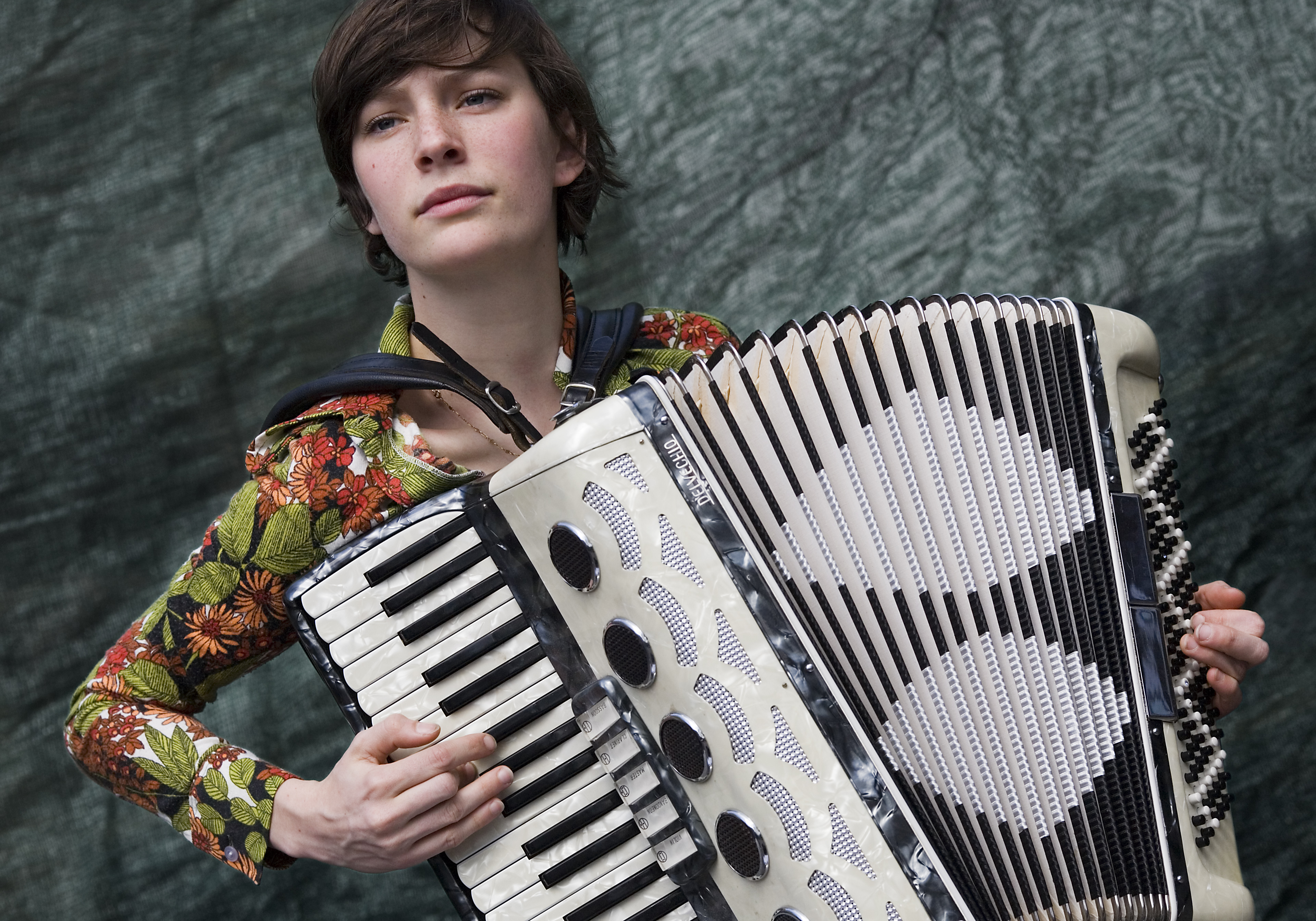
Instrumentiste jouant de l'accordéon à Paris

Un instrumentiste est un musicien qui interprète ou improvise (il est alors appelé improvisateur) de la musique en jouant d'un instrument.
Si le concept d'instrumentiste s'oppose tout naturellement à celui de chanteur, rien n'empêche qu'un même musicien puisse être à la fois « instrumentiste et chanteur ». C'était le cas, par exemple, de Georges Brassens qui avait pour habitude de chanter ses chansons en s'accompagnant à la guitare.
Quel que soit le type de musique auquel ils appartiennent — occidentale ou non, classique, traditionnelle, populaire, variétés, pop, jazz, blues, etc. —, les instrumentistes sont habituellement classés en fonction de leur instrument.
- D'un point de vue terminologique, chaque nom d'instrument n'est pas nécessairement associé à un nom d'instrumentiste spécifique.

Par exemple, le piccolo — une flûte traversière aiguë — ne dispose pas d'un nom d'instrumentiste particulier : en conséquence, le musicien jouant de cet instrument pourra être appelé « flûtiste », « joueur de piccolo », ou plus simplement « piccolo ».

## Instruments à cordes
Les instrumentistes qui jouent des instruments à cordes, peuvent être classés en trois sous-familles, selon que les cordes de leur instrument sont pincées, frottées ou frappées.

### Cordes pincées
- Bassiste
- Claveciniste
- Guitariste
- Harpiste
- Luthiste
- Théorbiste

### Cordes frottées
- Contrebassiste
- Violoncelliste
- Violoniste
- Vielleur
- Altiste

### Cordes frappées
- Pianiste
- Cymbaliste

## Instruments à vent
Les instrumentistes qui jouent des instruments à vent, peuvent être classés en trois sous-familles, selon que leur instrument appartient à la classe des bois, à celle des cuivres, ou bien, ni à l'une, ni à l'autre.

### Bois
- Bassoniste
- Clarinettiste
  - Altiste
  - Bassiste
- Flûtiste
- Hautboïste
- Saxophoniste

### Cuivres
- Bugliste
- Cornettiste
- Corniste
- Euphoniste
- Tromboniste
- Trompettiste
- Tubiste

### Divers
- Accordéoniste
- Bandonéoniste
- Harmoniciste
- Organiste

## Instruments de percussion
Les instrumentistes jouant des percussions — percussionnistes — peuvent être classés en trois sous-familles, selon que leur instrument est muni d'une membrane — membranophone —, ou non — idiophone.

### Membranophones
- Timbalier
- Djembéiste

### Idiophones
- Balafoniste
- Batteur
- Xylophoniste

## Autres
- Claviériste
- Disc jockey